# Sergi Sanz Jiménez
Sergi Sanz Jiménez (Barcelona, 1982) és un arquitecte i polític català, diputat al Parlament de Catalunya en la XI Legislatura.

## Biografia
És arquitecte per l'Escola Tècnica Superior d'Arquitectura de Barcelona. Després va obtenir postgraus en Sostenibilitat i Arquitectura i en Direcció Immobiliària, ambdós per l'Escola Sert del Col·legi d'Arquitectes de Catalunya.
Des de 2012 ha treballat com a arquitecte pel seu compte, desenvolupant projectes i fent consultoria en sostenibilitat i reducció de l'impacte ambiental.
El 2006 es va afiliar a Ciutadans - Partit de la Ciutadania, i en 2007 fou membre del seu consell general. A les eleccions municipals espanyoles de 2015 fou escollit regidor de Premià de Mar. Després fou elegit diputat a les eleccions al Parlament de Catalunya de 2015. Es va donar de baixa l'any 2023.